# Setsu & Shinobu Ito
Setsu Ito (Yamaguchi, 1964) e 
Shinobu Ito (Chiba, 1966) sono una coppia di designer giapponesi che vive e lavora a Milano dal 1997.

## Biografia
Setsu Ito si è laureato nel 1989 presso la Tsukuba University in Giappone. Una volta terminati gli studi, iniziò a collaborare con esponenti dell'avanguardia italiana nel settore del design tra cui Alessandro Mendini all'interno dello Studio Alchimia. Collaborò successivamente con l'architetto e designer Angelo Mangiarotti.
Shinobu Ito si è laureata nel 1988 presso la Tama Art University in Giappone e ha conseguito un master in Design Direction presso la Domus Academy di Milano. Iniziò a lavorare per la CBS Sony, ora nota come Sony Music Entertainment, dove si è impegnata in attività di design e marketing fino 1995.
Fondarono il loro studio nel 1997 a Milano dove operano tuttora in diversi settori del Design lavorando su una vasta gamma di progetti, da grandi spazi a piccoli prodotti e variando dai metodi tradizionali artigianali a tecniche ad alta tecnologia. I loro progetti sono stati presentati in tutto il mondo, pubblicati in numerosi libri e riviste del settore, premiati con molteplici riconoscimenti di design ed esposti in collezioni permanenti presso il Museo di Arte Moderna di Monaco.
La loro carriera è segnata da numerosi incarichi d'insegnamento e workshop presso le più importanti scuole, istitui e università di design tra le quali il Politecnico di Milano, la Domus Academy di Milano, lo IUAV di Venezia, lo IED di Milano, la Raffles Milano e la Tama Art University (Giappone). Setsu e Shinobu, a oggi, risultano essere Project Professor e Project Associate Professor presso il Research Center for Advanced Science & Technology all'Università di Tokyo. Setsu Ito è professore d'arte all'Università di Tsukuba e Shinobu Ito è professore in visita alla Tama Art University. Inoltre, la coppia è membro dell'ADI - Associazione Disegno Industriale (Italia), della JAFCA - Japan Fashion Color Association (Giappone), dell'APDF - Asia Pacific Designers Federation (Cina) e delle giurie IDA - International Design Award, IF - International Forum Design Award (Germania) e IAI Design Award (Cina).
Nel 2008 venne pubblicata la loro biografia "Setsu & Shinobu Ito East-West Designer" (Logos).

## Riconoscimenti
- The Young & Design Award (Italia, 1999)
- The Good Design Award (Giappone, 2001)
- The Toyama Product Design Award (Giappone, 2001)
- Melbourne Cup / Selected Main Character Graphic (Australia, 2007)
- Interior lifestyle Tokyo Award 2008 / Guzzini Foodesign Japan (Giappone, 2008)
- Compasso d'Oro Menzione d'Onore (Italia, 2011)
- Milano Design Award 2016 / Best Engagement (Italia, 2016)
- Red Dot Award Best of the Best (Germania, Singapore, 2016)
- Design Plus (Germania, 2016)
- JPC Japan Package Design Award / Cosmetic Goods Award (Giappone, 2016)
- NY NOW Best Product (USA, 2017)
- Good Design Awards (USA, 2018)
- Mastro d'Arte della Pietra (Italia, 2019)